# Clan Ōsaki

Il mon (emblema) del clan Ōsaki

Il clan Ōsaki (大崎氏?, Ōsaki-shi) fu un piccolo clan giapponese che governò nel sud della provincia di Mutsu.
La famiglia Ōsaki godeva di grande potere a livello locale nella provincia di Mutsu sin dalla metà del XIV secolo. Soffrirono un lungo periodo di lotte interne a partire dal 1536 e furono costretti a chiamare in aiuto Date Tanemune. In seguito divennero servitori del clan Date.

## Membri importanti del clan durante il periodo Sengoku
- Ōsaki Yoshinobu (大崎義宣?) (1526-1550) XI capo del clan. Figlio di Date Tanemune sposò Ōsaki Umeko. Si unì a Tanemune contro Yoshinao nella rivolta Tenbun e fu ucciso mentre cercava di scappare nei territori del clan Kasai.
- Ōsaki Yoshinao (大崎義直?) (1506-1577) XII capo del clan. Durante il grande caos della ribellione di Tenbun aiutò Date Harumune e combatté contro Ōsaki Yoshinobu, che serviva Date Tanemune.
- Ōsaki Yoshitaka (大崎義隆?) (1548-1603) XIII capo del clan, figlio di Yoshinao. Servì Date Masamune. Dopo la conquista di Odawara fu promosso e servì sotto Uesugi Kagekatsu.